# Nonancourt
Nonancourt je naselje in občina v severozahodnem francoskem departmaju Eure regije Zgornje Normandije. Leta 2009 je naselje imelo 2.217 prebivalcev.

## Geografija
Kraj leži v pokrajini Normandiji ob reki Avre, 30 km južno od Évreuxa.

## Uprava
Nonancourt je sedež istoimenskega kantona, v katerega so poleg njegove vključene še občine Acon, Breux-sur-Avre, Courdemanche, Droisy, Illiers-l'Évêque, Louye, La Madeleine-de-Nonancourt, Marcilly-la-Campagne, Mesnil-sur-l'Estrée, Moisville, Muzy, Saint-Georges-Motel in Saint-Germain-sur-Avre z 11.654 prebivalci.
Kanton Nonancourt je sestavni del okrožja Évreux.

## Zanimivosti
- cerkev sv. Martina iz 12. do 16. stoletja;